# Batia Grossbard
Batia Friedkes Grossbard (hebr. בתיה גרוסברד) (ur. 14 kwietnia 1910 w Ostrowie Wielkopolskim, zm. 11 sierpnia 1995 w Hajfie, w Izraelu) – izraelska malarka pochodząca z Polski.

## Życiorys
Urodziła się w rodzinie polskich Żydów jako córka Eliyahu Gerszona Freidkesa Simchoni i Goldy Rajzy Freidkes. Ukończyła studia w Akademii Sztuk Pięknych w Warszawie. Tworzyła posługując się farbami akwarelowymi i olejnymi, a także wykonywała litografie. Podczas studiów poznała Jehoszuę Grosbarda, w 1938 wyemigrowała do Mandatu Palestyny. Po osiedleniu się tam służyła w armii brytyjskiej, a później osiadła w Hajfie i poślubiła Jehoszuę, który dołączył do niej w 1939. W 1954 studiowała w atelier André Lhote w Paryżu. Po powrocie do Izraela była członkiem kolonii artystów En Hod, a następnie zamieszkała w Hajfie i została członkiem Stowarzyszenia Artystów i Rzeźbiarzy w Izraelu. W 1966 ukazał się zbiór jej prac „Linie i drzewa”. Tematyką prac Batii Grossbard są górskie krajobrazy z okresu od ukończenia wojny sześciodniowej do lat 70. XX wieku, a jej późniejsze prace były znacznie bardziej abstrakcyjne. Nawiązywała w nich do amerykańskiego ekspresjonizmu abstrakcyjnego, zestawiała gładkie płaszczyzny kolorystyczne z agresywnymi barwnymi plamami i stworzyła wielkorozmiarowe dyptyki.